# Římskokatolická farnost Benešov nad Ploučnicí
Římskokatolická farnost Benešov nad Ploučnicí (něm. Bensen) je církevní správní jednotka sdružující římské katolíky na území města Benešov nad Ploučnicí a v jeho okolí. Organizačně spadá do děčínského vikariátu, který je jedním z 10 vikariátů litoměřické diecéze. Centrem farnosti je kostel Narození Panny Marie v Benešově nad Ploučnicí.

## Historie farnosti

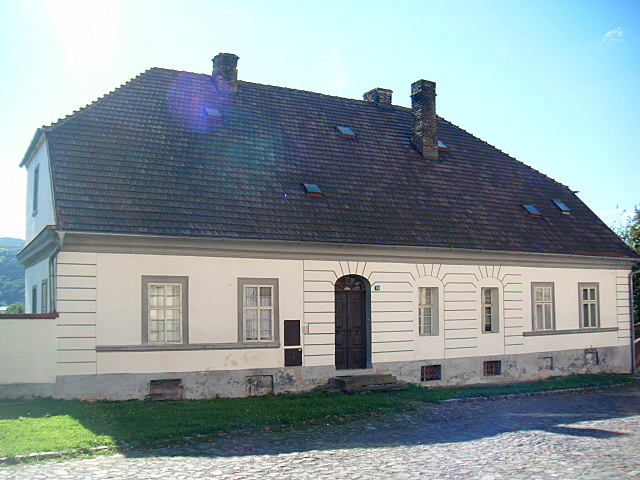
Fara v Benešově nad Ploučnicí

Farnost se v Benešově nad Ploučnicí poprvé připomíná v roce 1384. Současný farní kostel byl vybudován na místě kostela staršího v letech 1484-1557. Jedná se o ojedinělou stavební památku v přechodném goticko-renesančním stylu, spolu s místními zámky – Horním a Dolním. V době reformace přestoupila farnost k luteránství a v průběhu třicetileté války se navrátila ke katolické víře. Farnost je i ve 2. dekádě 21. století obsazována sídelním knězem. Od roku 2012 zde duchovní správu vedou jezuité.

### Duchovní správcové
Začátek působnosti jmenovaného v duchovní správě farnosti od roku:

Luteráni
- 1562 Ambrosius Hederich Schlukenaviensis
- 1565 Joannes Chlegel Missenus
- 1580 Esaias Oswald
- 1593 Georgius Bernhardus Gilbert
- 1598 Tobias Winter
- 1611 Joannes Chorici
- 1621 Magister Christophosrus Megander, Inspector

Katolíci
- 1628 Valentinus Khalonius
- 1630 Vencaslaus Franciscus Goldberg
- 1639 M. Jacobus Mencelius Evangelicus
- 1642 Wilhelmus (Guilelmus) Zwingmann, Ordinis Cisterciensis
- 1652 Elias Ignatius Kestenbrod, Canonicus Litomericensis
- 1654 Andreas Aloysius Hochstuel
- 1654 Joannes Henricus Beck de Mungau, Canonicus Litomericensis
- 1656 David Ignatius Klähr, canonicus Prag.
- 2. 9. 1661 Joannes Antonius Leuth (Leutel)
- 30. 3. 1678 Adamus Franciscus Fleischmann
- 7. 7. 1698 Benedictus Franciscus Matzke
- 8. 1. 1735 Philippus Jacobus Laube
- 1. 10. 1744 Josephus Pohl
- 13. 10. 1752 Franciscus Traedl (Trödel)
- 10. 5. 1769 Florianus Ritschl (Ritschel)
- 11. 6. 1781 Josephus Gaudernak, † 9. 10. 1806
- 1807 Aloys. Grasse, n. 28. 2. 1755 Reichstadt, o. 24. 9. 1780, † 8. 6. 1831
- 1832 Joannes Tietze (Titze), n. 22. 5. 1786 Leitmeritz, o. 23. 4. 1810, † 10. 3. 1875
- 1876 Antonius Hüttel, n. 13.7. 1822 Güntersdorf o. 25.7. 1846, † 23. 7. 1903
- 1905 Josefus Beck, n. 9. 1. 1869 Gaischwic., o. 2. 7. 1893
- 1. 2. 1913 Carolus Soukup, n. 27. 11. 1876 Prag., o. 15. 7. 1900, † 10. 2. 1967
- 1. 10. 1948 František Šemík
- 1. 12. 1951 Jan Jeníček
- 1. 8. 1954 Tomáš Holoubek
- 1. 4. 1957 Jaroslav Novosad
- 19. 3. 1959 František Appl
- 1. 8. 1970 Ladislav Kubíček
- 1. 8. 1972  Karel Volejníček
- 1. 7. 1975 Jan Bláha
- 1. 7. 1990 Pavel Zach
- 1. 4. 1991 Jaroslav Gajdošík[p 1]
- 1. 10. 1992 Jiří Sucharda
- 1. 8. 1998 Štefan Pilarčík
- 1. 7. 2001 Bohuslav Bártek
- 1. 7. 2006 Jozef Piroh
- 30. 4. 2012 Vojtěch Suchý, SJ
- 1. 9. 2018 František Hylmar, SJ
- 1. 9. 2019 Jiří Kovář, SJ
- 1. 7. 2022 Vojtěch Suchý, SJ[1]

Administrátoři
- 1655 Casparus Hentschel, Societas Jesu et Martinus Fortunatus Böhme
- 1665 Franciscus Adamus Fleischmann
- 1698 Georgius Knott
- 1744 R.P. Blumtrit
- 1752 et 1769 Florianus Ritschl
- 1781 Josephus Gaudernack
- 1804 Aloysius Grasse
- 1831 Wenzl Burian
- 1875 Ant. Hüttel
- 1904 par. vacat, admin. int. Franc. Holfeld

Kaplani

Luteráni

- 1599 Joannes Choerici, sub (pod) Pastore Winter
- 1600 Mathaeus Volf, sub eodem (pod tímž)
- 1608 Thomas Pflug, sub eodem
- 1614 Rudolphus List, sub Pastore Choerici
- 1619 Martinus Zornitius, sibr pastore Choerici
- 1622 Christophorus Omichius, sub pastore et inspectore Magandro

Katolíci
- 1712 Bandsteter, cooperator sub parocho Matzke
- 1717 Joannes Kühnel, Capellanus sub eodem, Parocho Lippensy
- 1720 Mathaeus Joseph Neesen, capellanus sub eodem
- 1726 Joannes Heine, capellanus Zeilerio oriundus sub eodem
- 1736 David Menschl, cooperator sub parocho Laube
- 1748 Florianus Ritschl, sub Parochis Josepho Pohl et Franciscus Troedl
- 1754 Josephus Knechtl, cooperator sub parocho Troedl, Bensnensis
- 1759 Christophorus Vogl, Capellanus sub Parocho Francisco Troedl
- 1762 Josephus Ahne, capellanus sub eodem
- 1764 Josephus Kreibuch, cooperator sub eodem
- 1764 Josephus Pohl, cooperator sub eodem
- 1765 Josephus Gaudernack, capellanus sub parochus Tirdel, et Ritschl, Arnsdorfensis
- 1769 Rubertus Hesse, capellanus sub Paroch. Ritschl., Bensnensis
- 1769 Josephus Laube, cooperator sub paroch. Ritschl
- 1775 Josephus Nicolai, capellanus sub par. Ritschl et Gaudernack, Tetschnensis
- 1780 Augustin Lorentz, capellanus sub parochis Ritschl et Gaudernach, Niderebersdorfensis
- 1781 Aloysius Grasse, capellanus sub Josepho Gazdernack, Reichstadiensis
- 1783 Andreas Schmilauer, cooperator sub parocho Gaudernathm ordinis Servor. BVM ex Monoste. Konojed
- 1785 Franciscus Mittag, cooperatir sub parocho Gaudernack, Wernstadiensis
- 1791 Franciscus Novak, cooperator sub parocho Gaudernack
- 1804 Joannes Liebscher, capellanus sub administratore Aloisio Grasse, Moldaviensis
- 1805 Josephus Gamlich, capellanus sub eodem Administratore Sporetzensis
- 1806 Josephus Grund, capellanus sub parocho Aloisio Grasse
- 1807 Francsiscus Strubl, capellanus sub decano Aloisio Grasse, Sebastianbergensis
- 1809 Joannes Starch, capellanus sub eodem decano Gasse, Markendorfensis
- 1812 Franciscus Gautsch, sub decano Grasse, Oberebersdorfensis
- 1813 Joannes Starch
- 1827 Joannes Cžabron
- 1829 Antonius Schwab, Prohnensis, capellanus et posten expositus Oberebersdorfii
- 1830 Wenceslaus Burian; Taucherschinensis, capellanus sub + decano Aloysio Grasse,
- 1831 Josephus Tölzer, B. Schneckendorfensis Expositus Oberebersdorfensi
- 1835 Joannes Maaz, B. Lobendaviensis, capellanus sub parocho J. Titze
- 1842 Josephus Helles, B. Mariascheinensis Antea Capellanus Markersdorfii
- 1847 Antonius Hüttel, B. Güntersdorfensis, Antae Capellanus Austae, postaa Bensnae
- 1857 zweiter Kaplan Delphin Král
- 1858 Fulgenz Kopřiva
- 1859 Franz Wolf
- 1863 Julius Schmidt
- 1864 Franz Tschischka
- 1867 Adolf Lerche
- 1868 Josef Hübner
- 1869 Wenzel Kettner
- 1872 Josef Hackel
- 1874 Franz Langer
- 1875 Julius Klapsch
- 1876 Gustav Plötz
- 1882 Wenzel Flodrmann
- 1882 Karl Končinský
- 1884 Ludwig Meinl
- 1887 Josef Kowař
- 1889 Josef Sabitzer
- 1892 Ignaz Friedrich
- 1897 Franz Langner
- 1901 Wenzel Smola
- 1904 Josef Beck
- 1904 Bohumil Swiboda
- 1904 Franz Holfeld
- 1911 Gottfried Svoboda
- 1912 Gottfried Tengl
- 1912 Eugen Winzer
- 1912 Josef Maschke
- 1933 Josef Hanisch
- 1934 Edmund Weischl
- 1938 Frant Rimpl
- 1940 Ferdinand Klinger
- 1941 Karl Vollmer
- 1945 Ludwig Seifert

2. kaplan
- 1889 Ignaz Friedrich
- 1892 Richard Wewerka
- 1895 Franz Langner
- 1897 Richard Jenner
- 1898 Wenzel Smola
- 1901 Frant Holfeld
- 1904 Bohumil Swoboda

## Území farnosti
Do farnosti náleží území těchto obcí:
- Benešov nad Ploučnicí
- Dolní Habartice
- Fojtovice u Heřmanova
- Františkov nad Ploučnicí
- Heřmanov

## Římskokatolické sakrální stavby na území farnosti
| | Fotografie | Stavba                      | Místo                 | Bohoslužby                      | Zeměpisné souřadnice             | Status       | Číslo kulturní památky           |
| Kostel | Kostel     | Kostel                      | Kostel                | Kostel                          | Kostel                           | Kostel       | Kostel                           |
| --- | ---------- | --------------------------- | --------------------- | ------------------------------- | -------------------------------- | ------------ | -------------------------------- |
| 1. |            | Kostel Narození Panny Marie | Benešov nad Ploučnicí | bližší informace o bohoslužbách | 50°44′33″ s. š., 14°18′48″ v. d. | farní kostel | 26125/5-3581 (Pk•MIS•Sez•Obr•WD) |
| Kaple |            |                             |                       |                                 |                                  |              |                                  |
| 2. |            | Kaple Panny Marie Bolestné  | Benešov nad Ploučnicí | bližší informace o bohoslužbách | 50°44′33″ s. š., 14°18′47″ v. d. | kaple        | 26125/5-3581 (Pk•MIS•Sez•Obr•WD) |
| 3. |            | Kaple Nejsvětější Trojice   | Benešov nad Ploučnicí | bližší informace o bohoslužbách | 50°44′1″ s. š., 14°18′36″ v. d.  | obecní kaple | 25543/5-3591 (Pk•MIS•Sez•Obr•WD) |
| Některé drobné sakrální stavby a pamětihodnosti lze dohledat zde v databázi Drobné sakrální památky Zaniklé sakrální stavby lze dohledat zde v databázi Poškozené a zničené kostely, kaple a synagogy v České republice |            |                             |                       |                                 |                                  |              |                                  |

Ve farnosti se mohou nacházet i další drobné sakrální stavby, místa římskokatolického kultu a pamětihodnosti, které neobsahuje tato tabulka.

## Farní obvod
Z důvodu efektivity duchovní správy byl vytvořen farní obvod (kolatura) sestávající z přidružených farností spravovaných excurrendo z Benešova nad Ploučnicí. 
Přehled vikariátních kolatur je v tabulce farních obvodů děčínského vikariátu a farních obvodů českolipského vikariátu.